# Dmytro Ivanovyč Javornyc'kyj
Dmytro Ivanovyč Javornyc'kyj in ucraino Дмитро́ Іва́нович Яворни́цький? (Charkiv, 6 novembre 1855 – Dnipro, 5 agosto 1940) è stato uno storico, archeologo, etnografo, folklorista e lessicologo ucraino.
Fu uno dei più importanti storici e ricercatori sulle tradizioni e la storia dei cosacchi dello Zaporož'e durante il periodo dell'Etmanato cosacco, nonché autore di una prima loro storia generale.

## Biografia

### I primi anni e la carriera
Javornyc'kyj fu registrato all'anagrafe con il nome russo di Dmitrij Ėvarnicky. Suo padre, Ivan Jakimovič Ėvarnic'kyj (1827–1885) apparteneva ad una famiglia dell'aristocrazia russa. Dmytro studiò all'Università di Charkiv, a quella di Kazan' e a quella di Varsavia, ma la sua carriera accademica venne ripetutamente interrotta per ragioni politiche. Come studente prima e come insegnante poi, venne ingiustamente accusato di "separatismo ucraino" e licenziato. Negli anni '90 dell'Ottocento, venne costretto a portarsi nel Turkestan russo per trovare un impiego. Nel 1897, lo storico russo Vasilij Ključevskij lo aiutò ad ottenere una posizione di insegnante all'Università di Mosca come esperto dei cosacchi dello Zaporož'e. Nel 1902, quando gli venne offerta la posizione di direttore del museo storico di Ekaterinoslav (oggi Dnipro) nell'attuale Ucraina centrale, accettò di rimanervi sino alla fine dei suoi giorni.

### L'opera come storico

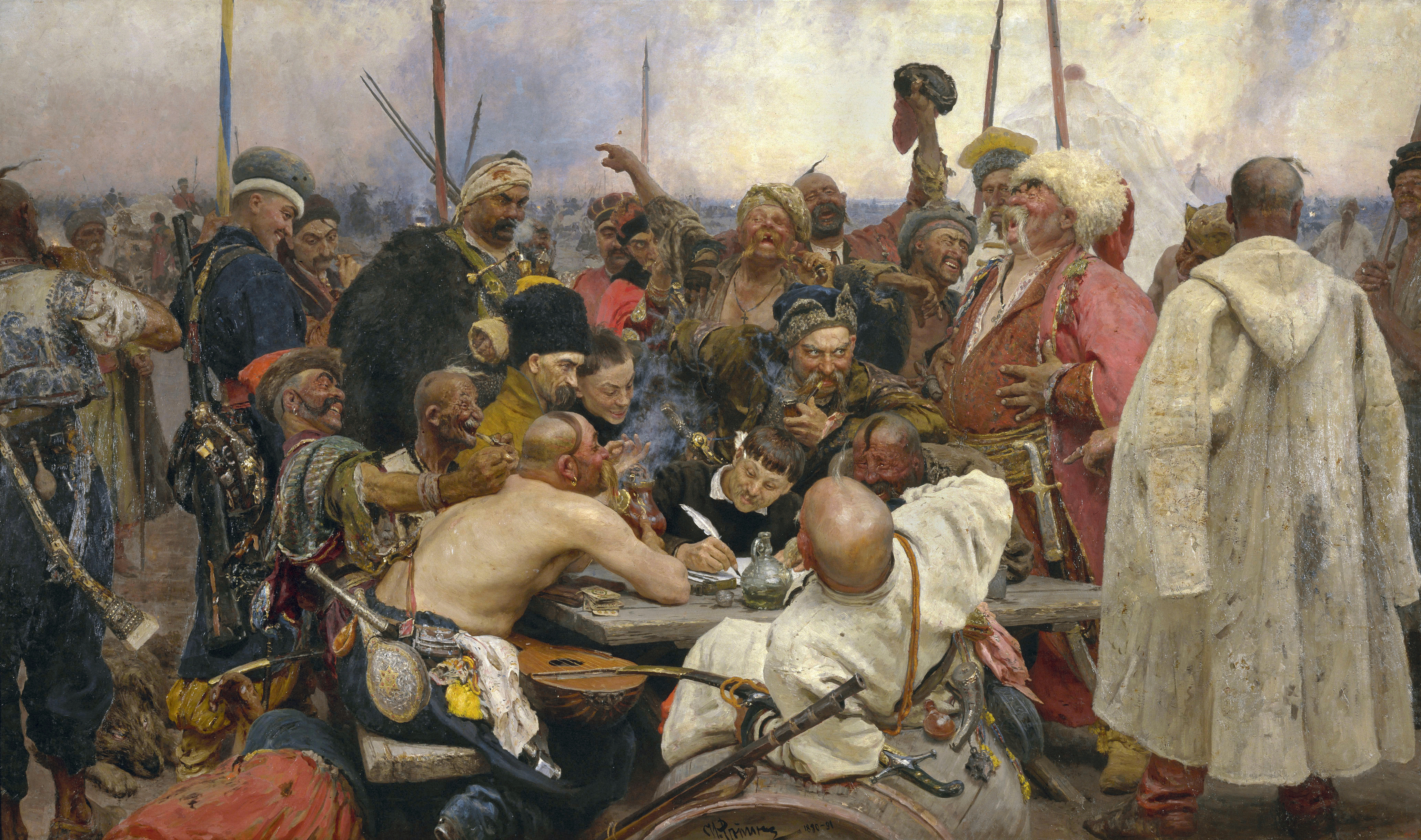
I cosacchi dello Zaporož'e scrivono una lettera al sultano di Turchia (1880-91). Javornyc'kyj è rappresentato come segretario dei cosacchi, intento a scrivere la lettera al centro del dipinto.

Come storico, Javornyc'kyj mantenne sempre un approccio piuttosto romantico alla materia e seguì perlopiù la metodologia del suo predecessore, Nikolaj Kostomarov. Accanito medievista, si basò non solo su documenti ma anche su artefatti materiali, sulla memoria storica locale e sulla produzione musicale dei cosacchi dello Zaporož'e, servendosi di tale materiale per le proprie pubblicazioni. In questo campo fu un vero e proprio pioniere, pubblicando tale materiale spesso a proprie spese.
L'opera più famosa di Javornyc'kyj, Storia dei cosacchi dello Zaporož'e venne pubblicata in russo in tre volumi tra il 1892 ed il 1897. Prevedeva la pubblicazione anche di un quarto volume che però non venne mai completato. In questo come in altri suoi lavori, i cosacchi dello Zaporož'e rappresentavano il simbolo della libertà ucraina. Alcuni storici ucraini successivi lo criticarono per la mancanza di metodologia nella raccolta del materiale proposto nelle sue opere (Mychajlo Hruševs'kyj) come pure per la mancanza di un concetto di stato ucraino (Dmytro Dorošenko), ma Javornyc'kij scrisse in un'epoca in cui l'impero russo era particolarmente oppressivo nella sua politica anche storiografica e materie come storia e indipendenza venivano viste con grande sospetto dal governo centrale.

### Altri interessi di studio
Javornyc'kyj fu inoltre uno dei primi etnografi, dei primi folkloristi e lessicografi russi. Pubblicò diverse opere a carattere geografico sulla storia delle terre dello Zaporož'e e mappò dettagliatamente le cascate del fiume Dnepr dove si trovavano i principali insediamenti dei cosacchi dello Zaporož'e. Pubblicò una vasta collezione di canzoni della tradizione ucraina (nel 1906; ristampato parzialmente nel 1990), contribuì al dizionario ucraino steso da Borys Hrinčenko e dopo la rivoluzione russa ne iniziò uno proprio (1920).
Incrementò la collezione del museo di Ekaterinoslav con 75.000 oggetti della tradizione cosacca locale. Javornyc'kij commissionò ai migliori artisti ucraini e russi del suo tempo (Opanas Slastën, Serhij Vasyl'kivs'kyj, Mykola Samokyš e Il'ja Repin) l'illustrazione di diverse sue opere, in particolare del volume Dall'antichità ucraina (1900; ristampato e tradotto in ucraino nel 1991) con testi paralleli in russo e in francese così che potesse essere diffuso anche all'estero.

### Gli ultimi anni
Durante le repressioni volute da Stalin negli anni '30, a Javornyc'kyj venne impedito di pubblicare opere e, per sopravvivere, mantenne un basso profilo. Durante l'Holodomor (la carestia che colpì l'Ucraina nel 1932-1933), venne costretto a vendere alcuni pezzi della sua collezione per ottenere del cibo per sé e per altri ridotti alla fame.
La sua morte passò quasi inosservata in Russia. Oggi il museo di Ekaterinoslav è stato rinominato in suo onore. Venne parzialmente riabilitato durante le presidenze di Nikita Chruščëv e di Petro Šelest, quando diverse sue opere ripresero a circolare tra i materiali a stampa, grazie anche al prezioso contributo della direttrice del museo degli anni '70, Horpyna Vatčenko. Con l'avvento della Perestrojka sul finire degli anni '80, nuovo materiale iniziò a circolare circa le sue ricerche e le sue opere principali vennero ristampate in russo e in ucraino (1990-1991).
Sull'onda della decomunistizzazione dell'Ucraina la città di Dnipro rinominò la principale delle sue vie da Karl Marx a Javornyc'kij nel febbraio del 2016.

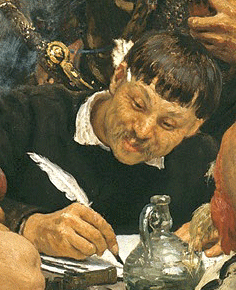
Dettaglio dell'opera I cosacchi dello Zaporož'e scrivono una lettera al sultano di Turchia (1880-91) nella quale Javornyc'kyj è raffigurato nel ruolo di segretario dei cosacchi.

Javornyc'kyj è rappresentato nell'opera del pittore russo Il'ja Repin "I cosacchi dello Zaporož'e scrivono una lettera al sultano di Turchia" come un segretario dei cosacchi intento a scrivere la lettera al sultano. Repin consultò Javornyc'kij durante l'esecuzione di quest'opera per raggiungere un modello quanto più accurato possibile.